# Медебах
Медебах (њем. Medebach) град је у њемачкој савезној држави Северна Рајна-Вестфалија. Једно је од 12 општинских средишта округа Хохзауерланд. Према процјени из 2010. у граду је живјело 8.021 становника. Посједује регионалну шифру (AGS) 5958028, NUTS (DEA57) и LOCODE (DE MDB) код.

## Географски и демографски подаци
Медебах се налази у савезној држави Северна Рајна-Вестфалија у округу Хохзауерланд. Град се налази на надморској висини од 405 метара. Површина општине износи 126,1 km². У самом граду је, према процјени из 2010. године, живјело 8.021 становника. Просјечна густина становништва износи 64 становника/km².

## Међународна сарадња
| Мјесто     | Држава               | Врста сарадње | Од    |
| ---------- | -------------------- | ------------- | ----- |
| Сјаулијај  | Литванија            | контакт       | 2000. |
| Мешечат    | Мађарска             | контакт       | 2000. |
| Ливингстон | Уједињено Краљевство | пријатељство  | 2000. |
|            | Француска            | партнерство   | 1992. |
| Извор      |                      |               |       |